# The Purple Testament
The Purple Testament este episodul 19 al serialului american Zona crepusculară. Este „povestea unui om care poate prezice moartea”. A fost difuzat pe 12 februarie 1960 pe CBS.

## Intriga
William Fitzgerald („Fitz”), un locotenent care participă la operațiunile militare desfășurate în cel de-al Doilea Război Mondial, dobândește brusc abilitatea misterioasă de a prezice cine urmează să moară. După ce a prezis mai multe pierderi umane, îi spune prietenului său, căpitanul Riker, că este capabil să prezică moartea, dar acesta privește cu îndoială afirmațiile sale. Riker se consultă cu un medic, căpitanul Gunther, care consideră că locotenentul trebuie supus unor teste medicale. În timp ce Riker și Gunther discută despre acesta, Fitz se află în același spital în vizită la un camarad rănit pe nume Smitty. Acesta observă lumina ciuda de pe chipul soldatului și conștientizează că nu va supraviețui. După ce premoniția sa devine realitate, Fitz provoacă un scanda în fața căpitanilor Gunther și Riker.
Întors în tabără, în timp ce Riker stabilește planul pentru următoarea misiune, Fitz dezvăluie că a văzut lumina care prevestește moartea pe chipul căpitanului. Deși Riker nu îi crede vorbele, acesta își lasă în urmă o parte din bunurile sale personale - câteva fotografii și verigheta - înainte să plece pe câmpul de luptă. În tabără, bărbații discută zvonurile referitoare la premonițiile locotenentului, însă Riker susține în fața acestora că nu există „medii⁠(d)”. Fitz, observând fețele bărbaților și conștientizând că ar putea provoca o răzvrătire⁠(d), acesta cade de acord cu căpitanul.
În bătălia care a urmat, toți soldații - cu excepția lui Riker, ucis de un lunetist - se întorc în tabără. Căpitanul Gunther îi spune lui Fitz că este transferat înapoi la sediul central al diviziei pe motiv de surmenaj, însă în timp ce locotenentul se pregătește de plecare, acesta privește în oglindă și observă lumina ciudată care prevestește moarte pe propriul chip. La plecare, acesta o vede și pe fața șoferului său. Realizând că va muri înainte să ajungă la sediu, Fitz își acceptă soarta.
Sergentul le permite să plece și îi cere șoferului să fie atent la drum, deoarece nu au curățat întreaga zonă de mine de teren. În timp ce soldații își îndeplinesc sarcinile în tabără, zgomotul unei explozii se aude în depărtare.